# Роберт Кишуцки
Роберт Кишуцки (мађ. Kisuczky Róbert, Будимпешта, 26. фебруар 1938 — Будимпешта, 14. август 1965) је бивши фудбалер, који је играо на позицији нападача. У сезони 1958/59. делио је титулу најбољег стрелца Тивадаром Моношторијем и Лајошем Тихијем, сви су постигли по 15. голова.

## Каријера
Кишуцки је био је играч Чепела. Дебитовао је 1957. године. У сезони 1958/59. био је члан шампионског тима и био је изједначен у трци за најбољег стрелца са 15 голова је делио титулу са још два играча. Играо је у тиму Хонведа у сезони 1962/63, а наредне сезоне у Диошђеру ВТК.  За Чепел је одиграо две утакмице у Клубском купу европских шампиона. Обе утакмице против Фенербахчеа и постигао је један гол, и то у првој минути првог сусрета.
Због пијанства, иако веома талентован играч је све дубље улазио у кризу и 14. августа 1965. изгубио је живот у кафанској тучи.

## Достугнућа
- Мађарска лига
  - шампион: 1958/59.
  - најбољи стрелац: 1958/59. (15. голова), делио са Тивадаром Моношторијем и Лајошем Тихијем